# René Fasel
René Fasel (ur. 6 lutego 1950 we Fryburgu) – szwajcarski hokeista, sędzia hokejowy (do 1982) i działacz hokeja na lodzie. Od 1994 do 2021 prezydent IIHF. Członek MKOl od 1995.

## Życiorys
W latach 1960–1972 grał w zespole Fribourg-Gottéron.
Na prezydenta IIHF został wybrany w czerwcu 1994 na kongresie w Wenecji. Został ponownie wybrany w czerwcu 2003 r. na kongresie w Marabelli.
W czerwcu 1995 został członkiem MKOl. Był również przewodniczącym komitetu koordynacyjnego Zimowych Igrzysk Olimpijskich w Vancouver.
Z wykształcenia lekarz dentysta (1977, ukończył studia na Uniwersytecie we Fryburgu Szwajcarskim i na Uniwersytecie w Bernie). W szwajcarskiej armii awansowany do stopnia kapitana.
We wrześniu 2012 roku wybrany na kolejną kadencję prezydenta IIHF.
W styczniu 2021 Fasel został skrytykowany za spotkanie z Alaksandrem Łukaszenką w związku z mistrzostwami świata w hokeju na lodzie mężczyzn 2021 podczas białoruskich protestów w latach 2020–2021. Fasel odpowiedział, że spotkanie miało na celu wyłącznie omówienie mistrzostw świata i że mają dobre relacje przez 20 lat od wspólnej gry w hokeja.
Odszedł ze stanowiska prezydenta IIHF w 2021. W tym samym roku został wybrany do Galerii Sławy IIHF.
Zasłynął w 2021 słowami poparcia dla białoruskiego dyktatora Alaksandra Łukaszenki po odebraniu Białorusi prawa do organizacji mistrzostw świata w hokeju na lodzie. Decyzja ta miała związek z brutalnym stłumieniem przez reżim pokojowych protestów po sfałszowanych wyborach prezydenckich na Białorusi w sierpniu 2020 roku.
W 2023 podczas napaści Rosji na Ukrainę otrzymał rosyjskie obywatelstwo wraz z ponad 50 proc. udziałów w jednym z rosyjskich holdingów, który zajmuje się uprawą jabłek.
Jest żonaty, ma czwórkę dzieci.